# Hong Kong Film Awards
L'Hong Kong Film Awards (HKFA; cinese (香港電影金像獎S)), fondato nel 1982, è il premio cinematografico più prestigioso di Hong Kong e tra i più rispettati nella Cina continentale e a Taiwan. Le cerimonie di premiazione si svolgono annualmente, in genere in aprile. Le sezioni del premio comprendono tutti gli aspetti della realizzazione di un film, quali ad esempio la regia, la sceneggiatura e la recitazione. Questo premio è l'equivalente cinese del premio Oscar americano e del BAFTA britannico.
Il HKFA, incorporato nel Hong Kong Film Awards Association Ltd dal dicembre del 1993, è attualmente gestito da un consiglio di amministrazione, composto dai rappresentanti dei tredici enti cinematografici professionali di Hong Kong. La votazione per decidere i film ammissibli all'HKFA si svolge ogni anno da gennaio a marzo ed è aperta a tutti gli elettori registrati e comprende anche una giuria selezionata.

## Consiglio d'amministrazione
Il consiglio d'amministrazione è composto dai rappresentanti dei tredici enti cinematografici professionali di Hong Kong. Tali enti sono:
- City Entertainment
- Hong Kong Kowloon and New Territories Motion Picture Industry Association
- Hong Kong Film Directors' Guild
- Hong Kong Theatres Association
- Hong Kong Society of Cinematographers
- Hong Kong Stuntman Association
- Hong Kong Screen Writer's Guild
- Hong Kong Performing Artistes Guild
- Hong Kong Film Arts Association
- Hong Kong Society of Film Editors
- Hong Kong Movie Production Executives Association
- Hong Kong Cinematography Lighting Association
- Hong Kong Chamber of Films

## Vincitori del premio al miglior film
- 1982 - Father and Son (1981)
- 1983 - Boat People (1982)
- 1984 - Banbianren (1983)
- 1985 - Homecoming (1984)
- 1986 - Police Story (1985)
- 1987 - A Better Tomorrow (1986)
- 1988 - An Autumn's Tale (1987)
- 1989 - Rouge (1987)
- 1990 - Beyond the Sunset (1989)
- 1991 - Days of Being Wild (1991)
- 1992 - To Be Number One (1991)
- 1993 - Cageman (1992)
- 1994 - C'est la vie, mon chéri (1994)
- 1995 - Hong Kong Express (Chungking Express) (1994)
- 1996 - Summer Snow (1994)
- 1997 - Tián mì mì (1996)
- 1998 - Made in Hong Kong (1997)
- 1999 - Beast Cops (1998)
- 2000 - Ordinary Heroes (1998)
- 2001 - La tigre e il dragone (Crouching Tiger, Hidden Dragon) (2000)
- 2002 - Shaolin Soccer (2001)
- 2003 - Infernal Affairs (2002)
- 2004 - Running on Karma (2003)
- 2005 - Kung Fusion (Kung Fu Hustle) (2004)
- 2006 - Election (2005)
- 2007 - After This Our Exile (2006)
- 2008 - The Warlords - La battaglia dei tre guerrieri (2007)
- 2009 - Ip Man (2008)
- 2010 - Bodyguards and Assassins (2009)
- 2011 - Gallants (2010)
- 2012 - A Simple Life (2011)
- 2013 - Cold War (2012)
- 2014 - The Grandmaster (2013)
- 2015 - The Golden Era (2014)
- 2016 - Ten Years (2015)
- 2017 - Trivisa (2016)
- 2018 - Our Time Will Come (2017)
- 2019 - Project Gutenberg (2018)
- 2020 - Better Days (2019)
- 2022 - Raging Fire (2021)
- 2023 - To My Nineteen-Year-Old Self (2022)
- 2024 - A Guilty Conscience (2023)
- 2025 - Twilight of the Warriors: Walled In (2024)

## Regole generali
Gli Hong Kong Film Awards sono aperti a tutti i film di Hong Kong a meno che non siano più corti di un'ora e che siano stati distribuiti ad Hong Kong nell'anno precedente all'edizione del premio. Un film si qualifica come film di Hong Kong se soddisfa almeno due dei tre criteri seguenti: il regista residente ad Hong Kong, la società produttrice del film ha sede ad Hong Kong oppure che almeno sei persone della produzione siano residenti ad Hong Kong. Dal 2002 il HKFA ha istituito la categoria miglior film asiatico, che accetta anche film non di Hong Kong ma che siano stati distribuiti nella città.
Nel gennaio di ogni anno, si tiene una prima votazione aperta a tutti gli elettori registrati e ad un gruppo di cento critici professionali per determinare i cinque candidati di ogni categoria del premio. Nel raro caso in cui ci sia un pareggio tra due candidati ci potranno essere sei candidature. Le candidature vengono annunciate solitamente nel mese di febbraio, dopo di che si svolge una seconda votazione che determinerà i vincitori. La seconda votazione è aperta ad un gruppo di cinquanta critici, ai membri del comitato esecutivo del HKFA ed ai membri dei tredici enti cinematografici professionali.

## Categorie
Tra le sezioni del premio, figurano:
- Miglior film
- Migliore regia
- Migliore sceneggiatura
- Migliore attore
- Migliore attrice
- Migliore attore non protagonista
- Migliore attrice non protagonista
- Migliore new performer
- Migliore fotografia
- Miglior montaggio
- Migliore direzione artistica
- Migliori costumi e trucco
- Migliore coreografia d'azione
- Migliore colonna sonora
- Migliore canzone
- Migliore sonoro
- Migliori effetti speciali
- Migliore film asiatico
- Miglior regista

## Record
- I film che hanno ricevuto più premi sono:

Comrades: Almost a Love Story — vincitore di nove premi nel 1997 nelle categorie: miglior film, miglior regista, miglior sceneggiatura, migliore attrice, miglior attore non protagonista, migliore cinematografia, migliore direzione artistica, migliori costumi e trucco e migliore colonna sonora. 
Seguito da La tigre e il dragone e The Warlords, il primo ha vinto otto premi nel 2001 ed il secondo otto premi nell'edizione del 2008.
- Il regista che ha ricevuto più nomination  nella categoria miglior regista è:

Johnnie To — nominato 13 volte tra il 1990 e il 2007.
- L'attore che ha ricevuto più nomination nella categoria miglior attore è:

Chow Yun-Fat — nominato 13 volte tra il 1985 ed il 2007.
- L'attrice che ha ricevuto più nomination nella categoria miglior attrice è:

Maggie Cheung — nominata 9 volte tra il 1989 ed il 2003.
- I registi che hanno vinto più premi nella categoria miglior regista sono:

Johnnie To - premiato 3 volte:la prima nel 2000, la seconda nel 2004 e l'ultima nel 2006.
Allen Fong - premiato 3 volte:la prima nel 1982, la seconda nel 1984 e l'ultima nel 1987. 
Ann Hui — premiato 3 volte:la prima nel 1983, la seconda nel 1996 e l'ultima nel 2009.
- L'attore che ha vinto più premi nella categoria migliore attore è:

Tony Leung Chiu Wai — premiato 5 volte nel 1995, nel 1998, nel 2001, nel 2003 ed infine nel 2005. 
- L'attrice che ha vinto più premi nella categoria migliore attrice è:

Maggie Cheung — premiata 5 volte nel 1990, nel 1993, nel 1997, nel 1998 ed infine nel 2001. 
- L'attore che ha ricevuto più nomination senza mai vincere è:

Jackie Chan — nominato nella categoria miglior attore per 10 volte tra il 1985 ed il 2005.
- Il vincitore premiato consecutivamente nella medesima categoria è:

Arthur Wong-vincitore nella categoria migliore cinematografia nel 1998, nel 1999 e nel 2000.
- Prima vincitrice:

Kara Hui — premiata nella categoria migliore attrice durante la prima edizione del premio.
- Primo vincitore non residente ad Hong Kong:

Song Hongrong — nato nella Cina continentale, premiato nella categoria migliore direzione artistica nel 1984.
- Primo vincitore non residente ad Hong Kong nella categoria migliore attore:

Nessuno — L'Hong Kong Film Awards non ha ancora premiato nessun attore non residente ad Hong Kong nella categoria migliore attore.
- Prima vincitrice non residente ad Hong Kong nella categoria migliore attrice:

Siqin Gaowa — nata nella Cina continentale, premiata nel 1985 per il suo ruolo nel film Homecoming.

## Migliori 100 film cinesi
Per celebrare il centenario del Cinema cinese, l'Hong Kong Film Awards ha presentato un elenco dei migliori 100 film d'azione cinesi (che in realtà comprende 103 film) durante l'edizione del 2005..
| Posizione | Titolo                                                               | Anno | Stato            | Lingua                | Regista/i                                |
| --------- | -------------------------------------------------------------------- | ---- | ---------------- | --------------------- | ---------------------------------------- |
| 1         | Spring in a Small Town                                               | 1948 | Cina             | Mandarino             | Fei Mu                                   |
| 2         | A Better Tomorrow                                                    | 1986 | Hong Kong        | Cantonese             | John Woo                                 |
| 3         | Days of Being Wild                                                   | 1990 | Hong Kong        | Cantonese (+)         | Wong Kar-wai                             |
| 4         | Yellow Earth                                                         | 1984 | Cina             | Mandarino             | Chen Kaige                               |
| 5         | Città dolente (A city of Sadness)                                    | 1989 | Taiwan           | Taiwanese             | Hou Hsiao-hsien                          |
| 6         | Long Arm of the Law                                                  | 1984 | Hong Kong        |                       | Johnny Mak                               |
| 7         | Dragon Gate Inn                                                      | 1967 | Taiwan           | Mandarino             | King Hu                                  |
| 8         | Boat People                                                          | 1982 | Hong Kong        | Cantonese             | Ann Hui                                  |
| 9         | A Touch of Zen                                                       | 1971 | Taiwan           | Mandarino             | King Hu                                  |
| 10        | La tigre e il dragone (Crouching Tiger, Hidden Dragon)               | 2000 | Taiwan/Hong Kong | Mandarino             | Ang Lee                                  |
| 11        | Street Angel                                                         | 1937 | Cina             | Mandarino             | Yuan Muzhi                               |
| 12        | A Brighter Summer Day                                                | 1991 | Taiwan           | Mandarino             | Edward Yang                              |
| 13        | The Private Eye                                                      | 1976 | Hong Kong        |                       | Michael Hui                              |
| 14        | The Mission                                                          | 1999 | Hong Kong        | Cantonese             | Johnnie To                               |
| 15        | One Armed-Swordsman                                                  | 1967 | Hong Kong        | Mandarino             | Chang Cheh                               |
| 16        | Dalla Cina con furore (Fist of Fury)                                 | 1972 | Hong Kong        | Mandarino/Inglese     | Lo Wei                                   |
| 17        | In the Heat of the Sun                                               | 1994 | Cina             | Mandarino             | Jiang Wen                                |
| 18        | In the Face of Demolition                                            | 1953 | Hong Kong        |                       | Li Tie                                   |
| 19        | A Chinese Odyssey                                                    | 1995 | Hong Kong        | Cantonese / Mandarino | Jeffery Lau                              |
| 20        | The Arch                                                             | 1970 |                  | Hong Kong             | Tang Shu-Shuen                           |
| 21        | Rouge                                                                | 1987 | Hong Kong        | Cantonese             | Stanley Kwan                             |
| 22        | Hong Kong Express (Chungking Express)                                | 1994 | Hong Kong        | Cantonese             | Wong Kar-wai                             |
| 23        | Homecoming                                                           | 1984 | Hong Kong        |                       | Yim Ho                                   |
| 24        | The Time to Live and the Time to Die                                 | 1985 | Taiwan           | Mandarino/Taiwanese   | Hou Hsiao-hsien                          |
| 25        | Sorgo rosso (Red Sorghum)                                            | 1987 | Cina             | Mandarino             | Zhang Yimou                              |
| 26        | Father and Son                                                       | 1981 | Hong Kong        |                       | Allen Fong                               |
| 27        | The Spring River Flows East                                          | 1947 | Cina             | Mandarino             | Cai Chusheng                             |
| 28        | Comrades: Almost a Love Story                                        | 1996 | Hong Kong        | Cantonese             | Peter Chan                               |
| 29        | The Goddess                                                          | 1934 | Cina             | (Muto)                | Wu Yonggang                              |
| 30        | The Big Road                                                         | 1934 | Cina             | (Muto)                | Sun Yu                                   |
| 31        | The Secret                                                           | 1979 | Hong Kong        |                       | Ann Hui                                  |
| 32        | Infernal Affairs                                                     | 2002 | Hong Kong        | Cantonese             | Andrew Lau, Alan Mak                     |
| 33        | Drunken Master                                                       | 1978 | Hong Kong        | Cantonese             | Yuen Wo Ping                             |
| 34        | The Butterfly Murders                                                | 1979 | Hong Kong        | Cantonese             | Tsui Hark                                |
| 35        | Ashes of Time                                                        | 1994 | Hong Kong        | Cantonese             | Wong Kar-wai                             |
| 36        | Made in Hong Kong                                                    | 1997 | Hong Kong        | Cantonese             | Fruit Chan                               |
| 37        | Sorrows of the Forbidden City                                        | 1948 | Cina             |                       | Zhu Shilin                               |
| 38        | Liang Shan-po and Chu Ying-t'ai                                      | 1963 | Hong Kong        |                       | Li Han Hsiang                            |
| 39        | The Story of A Discharged Prisoner                                   | 1967 | Hong Kong        |                       | Lung Kong                                |
| 40        | Zu Warriors                                                          | 1983 | Hong Kong        | Cantonese             | Tsui Hark                                |
| 41        | The Terrorizer                                                       | 1986 | Taiwan           |                       | Edward Yang                              |
| 42        | The Killer                                                           | 1989 | Hong Kong        | Cantonese             | John Woo                                 |
| 43        | Once Upon a Time in China                                            | 1991 | Hong Kong        | Cantonese / Inglese   | Tsui Hark                                |
| 44        | Centre Stage                                                         | 1992 | Hong Kong        | Mandarino             | Stanley Kwan                             |
| 45        | La storia di Qiu Ju (The Story of Qiu Ju)                            | 1992 | Cina             | Mandarino             | Zhang Yimou                              |
| 46        | This Life of Mine                                                    | 1950 | Cina             |                       | Shi Hui                                  |
| 47        | Kingdom and the Beauty                                               | 1959 | Hong Kong        |                       | Li Han Hsiang                            |
| 48        | The Winter                                                           | 1969 | Taiwan           |                       | Li Han Hsiang                            |
| 49        | An Autumn's Tale                                                     | 1987 | Hong Kong        | Cantonese             | Mabel Cheung                             |
| 50        | Storia di fantasmi cinesi (A Chinese Ghost Story)                    | 1987 | Hong Kong        | Cantonese             | Ching Siu-Tung                           |
| 51        | The Purple Hairpin                                                   | 1959 | Hong Kong        |                       | Li Tie                                   |
| 52        | The Orphan                                                           | 1960 | Hong Kong        |                       | Lee Sun-Fung                             |
| 53        | Two Stage Sisters                                                    | 1965 | Cina             |                       | Xie Jin                                  |
| 54        | City on Fire                                                         | 1987 | Hong Kong        | Cantonese / Mandarino | Ringo Lam                                |
| 55        | Addio mia concubina (Farewell My Concubine)                          | 1993 | Hong Kong/Cina   | Mandarino             | Chen Kaige                               |
| 56        | Yi Yi- e uno... e due... (Yi Yi: A One and a Two)                    | 2000 | Taiwan           | Mandarino / Taiwanese | Edward Yang                              |
| 57        | Cold Nights                                                          | 1955 | Hong Kong        |                       | Lee Sun-fung                             |
| 58        | Po Xiao Shi Fen                                                      | 1967 | Taiwan           |                       | Sung Tsu-shou                            |
| 59        | Pioggia opportuna sulla montagna vuota (空山靈雨, Kong shan ling yu) | 1979 | Taiwan           |                       | King Hu                                  |
| 60        | Police Story                                                         | 1985 | Hong Kong        | Cantonese             | Jackie Chan                              |
| 61        | C'est la vie, mon chéri                                              | 1993 | Hong Kong        | Cantonese             | Derek Yee                                |
| 62        | Il banchetto di nozze (The Wedding Banquet)                          | 1993 | Taiwan           | Mandarino / Inglese   | Ang Lee                                  |
| 63        | Platform                                                             | 2000 | Cina             | Mandarino             | Jia Zhangke                              |
| 64        | The Wild, Wild Rose                                                  | 1960 | Hong Kong        |                       | Wang Tian-Lin                            |
| 65        | The Great Devotion                                                   | 1960 | Hong Kong        |                       | Chor Yuen                                |
| 66        | My Intimate Partner                                                  | 1960 | Hong Kong        |                       | Kim Chun                                 |
| 67        | Dangerous Encounters of the First Kind                               | 1980 | Hong Kong        |                       | Tsui Hark                                |
| 68        | Ah Ying / Ban Bian Ren                                               | 1983 | Hong Kong        |                       | Allen Fong                               |
| 69        | Durian Durian                                                        | 2000 | Hong Kong        | Cantonese / Mandarino | Fruit Chan                               |
| 70        | Little Toys                                                          | 1933 | Cina             | (Muto)                | Sun Yu                                   |
| 71        | Ai Le Zhong Nian                                                     | 1949 | Cina             |                       | Sang Hu                                  |
| 72        | The House of 72 Tenants                                              | 1973 | Hong Kong        |                       | Chor Yuen                                |
| 73        | Nomad                                                                | 1982 | Hong Kong        | Cantonese             | Patrick Tam                              |
| 74        | Dust in the Wind                                                     | 1986 | Taiwan           |                       | Hou Hsiao-hsien                          |
| 75        | 92 Legendary La Rose Noire                                           | 1992 | Hong Kong        |                       | Jeffrey Lau                              |
| 76        | Shaolin Soccer                                                       | 2001 | Hong Kong        | Cantonese             | Stephen Chow                             |
| 77        | Song at Midnight                                                     | 1937 | Cina             | Mandarino             | Ma-Xu Weibang                            |
| 78        | China Behind                                                         | 1974 | Hong Kong        |                       | Tong Shu-Shuen                           |
| 79        | The Spooky Bunch                                                     | 1980 | Hong Kong        |                       | Ann Hui                                  |
| 80        | Taipei Story                                                         | 1985 | Taiwan           |                       | Edward Yang                              |
| 81        | The Blue Kite                                                        | 1993 | Cina             | Mandarino             | Tian Zhuangzhuang                        |
| 82        | Tai Tai Wan Sui                                                      | 1948 | Cina             |                       | Sang Hu                                  |
| 83        | Mambo Girl                                                           | 1957 | Hong Kong        |                       | Yi Wen                                   |
| 84        | Feast of a Rich Family                                               | 1959 | Hong Kong        |                       | Lee Sun-Fung, Li Tie, Ng Wui, Lo Ji-Hung |
| 85        | Execution in Autumn                                                  | 1972 | Taiwan           |                       | Lee Hsing                                |
| 86        | Hibiscus Town                                                        | 1986 | Cina             | Mandarino             | Xie Jin                                  |
| 87        | God of Gamblers                                                      | 1989 | Hong Kong        | Cantonese             | Wong Jing                                |
| 88        | As Tears Go By                                                       | 1988 | Hong Kong        | Cantonese / Mandarino | Wong Kar-wai                             |
| 89        | Happy Together                                                       | 1997 | Hong Kong        |                       | Wong Kar-wai                             |
| 90        | In the Mood for Love                                                 | 2000 | Hong Kong        | Cantonese             | Wong Kar-wai                             |
| 91        | Myriad of Lights                                                     | 1948 | Cina             |                       | Fu Shen                                  |
| 92        | Festival Moon                                                        | 1953 | Hong Kong        |                       | Zhu Shilin                               |
| 93        | Parents' Hearts                                                      | 1955 | Hong Kong        |                       | Kim Chun                                 |
| 94        | Lin Zexu                                                             | 1959 | Cina             |                       | Zheng Junli                              |
| 95        | Dreams of the Red Chambers                                           | 1962 | Cina             |                       | Cen Fan                                  |
| 96        | Digital Master                                                       | 1983 | Hong Kong        |                       | Kirk Wong                                |
| 97        | Shanghai Blues                                                       | 1984 | Hong Kong        |                       | Tsui Hark                                |
| 98        | Eight Diagram Pole Fighter                                           | 1984 | Hong Kong        | Cantonese             | Liu Chia-Liang                           |
| 99        | The Black Cannon Incident                                            | 1985 | Cina             | Mandarino             | Huang Jianxin                            |
| 100       | Rebels of the Neon God                                               | 1992 | Taiwan           | Mandarino / Taiwanese | Tsai Ming-liang                          |
| 101       | Il maestro burattinaio (The Puppetmaster)                            | 1993 | Taiwan           |                       | Hou Hsiao-hsien                          |
| 102       | Summer Snow                                                          | 1995 | Hong Kong        | Cantonese             | Ann Hui                                  |
| 103       | Non uno di meno (Not One Less)                                       | 1998 | Cina             | Mandarino             | Zhang Yimou                              |